# 尤拉茨語
尤拉茨語是烏拉爾語系薩莫耶德語族的一種語言，通行於西伯利亞的葉尼塞河以西的凍原地區。尤拉茨語在19世紀時就已經消失。尤拉茨語很可能是介於涅涅茨語和埃涅茨語中間的一種語言，也可能是埃涅茨語的一種古方言。